# Fiskars
Fiskars Oyj Abp è una società di beni di consumo fondata nel 1649 a Fiskars, una località che si trova oggi nella città di Raseborg, in Finlandia, più o meno 100 kilometri (62 miglia) a Ovest da Helsinki.
La Fiskars è ben conosciuta per le sue forbici con il manico arancione, create nel 1967. L'azienda opera come società integrata di beni di consumo e possiede due unità operative strategiche: SBU Living e SBU Functional.

## Storia

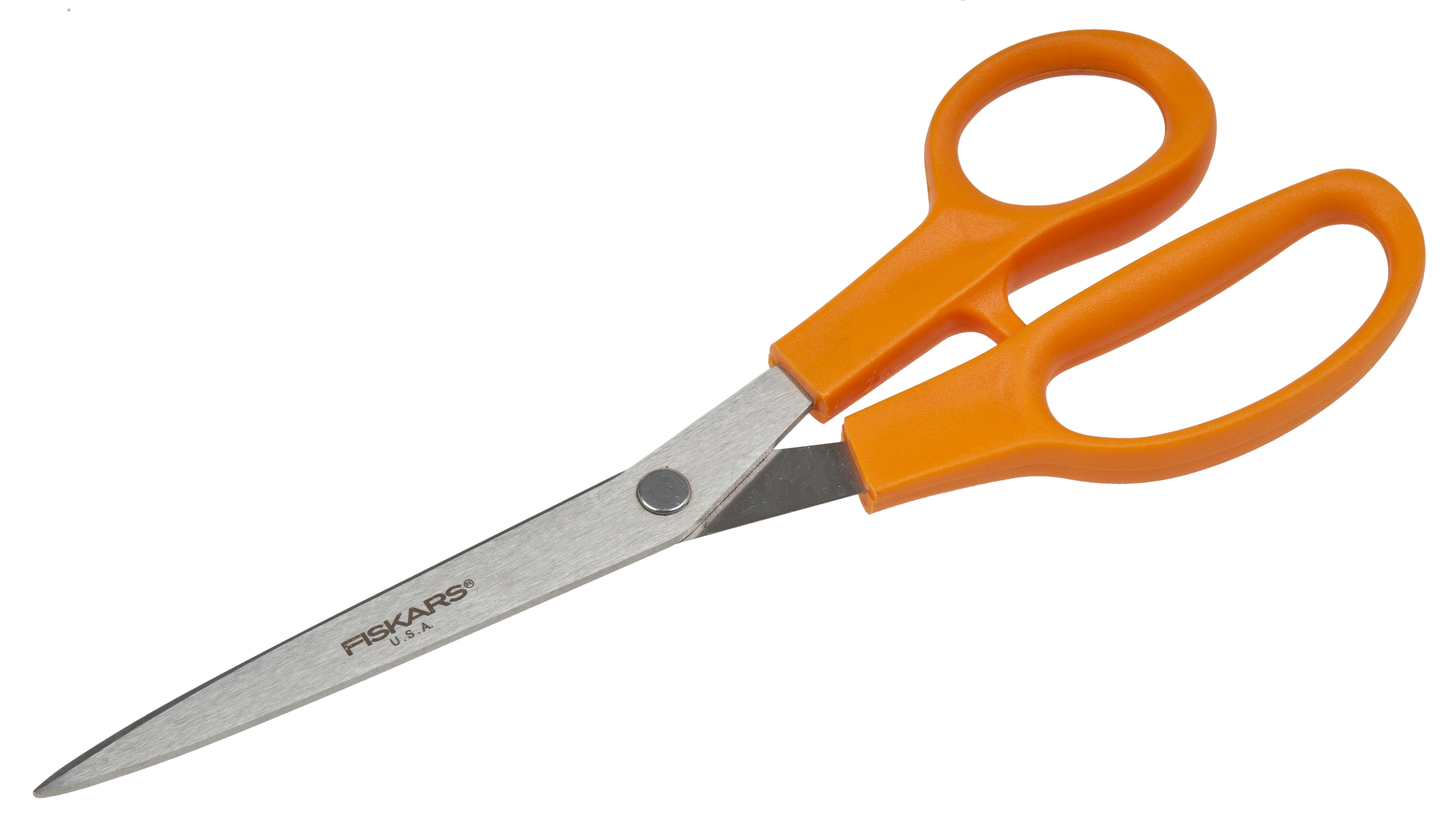
Un paio di forbici con il manico di plastica arancione, il prodotto più conosciuto della Fiskars.

La Fiskars Corporation  è stata fondata nel 1649, anno in cui il mercante tedesco di nome Peter Thorwöste ricevette un documento di autorizzazione da parte di Cristina di Svezia per fondare un altoforno e attuare operazioni di forgiatura nel piccolo villaggio di Fiskars; tuttavia gli fu proibita la produzione di cannoni. Questo fa della Fiskars la più antica compagnia privata della Finlandia. La fornace produceva ghisa la quale veniva battuta al maglio per diventare ferro battuto nelle fucine dell'altoforno alimentate da ruote idrauliche. Nei primi anni la Fiskars produceva chiodi, fili di ferro, zappe, e ruote rinforzate con metallo a partire da ferro battuto.

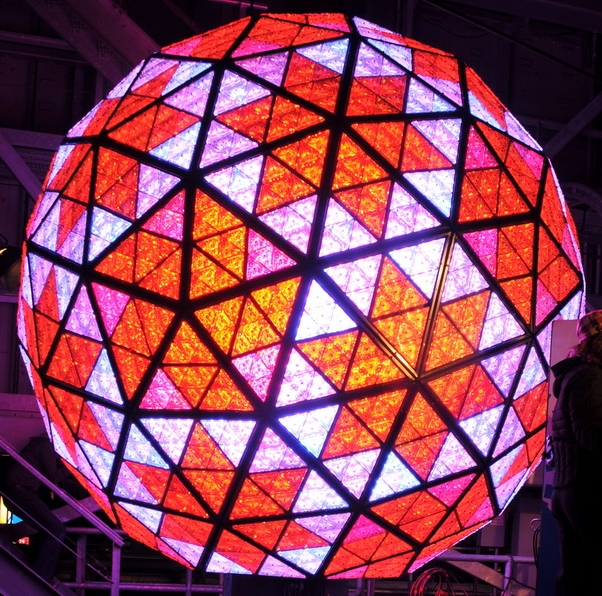
La Waterford Crystal Ball, progettata per i festeggiamenti dell'anno nuovo a Times Square nel 2012.

Verso la fine del XVIII secolo,  fu scoperto il rame in una località vicino Orijärvi, e pertanto il centro della produzione divenne la lavorazione di questo nuovo elemento nella miniera di Orijärvi. Per circa 80 anni, la più importante fonte di affari della Fiskars è stato il rame, anche se verso il XIX secolo, ne era rimasto ormai poco nella miniera di Orijärvi.
Nel 1822, il farmacista Johan Jacob Julin (più tardi, von Julin) da Turku ottenne il controllo degli oggetti in ferro prodotti dalla Fiskars e dell'intero villaggio. In questo periodo gli oggetti in ferro si erano attivamente evoluti e la produzione si focalizzava sul trattamento del ferro. Nel 1832, la prima stampatrice di posate della Finlandia fu fondata nella Fiskars, producendo un incremento nella gamma di prodotti: oltre ai coltelli si iniziarono a produrre anche forchette e forbici.
Nel 1915, la Fiskars fu inserita nella borsa valori di Helsinki. Nel Settembre 2015, celebrò i 100 anni di inserimento nella borsa valori di Nasdaq Helsinki, insieme con la Nokia, la Wärtsilä e la compagnia finlandese UPM.
La Fiskars molto probabilmente è ben conosciuta per le sue forbici e il loro manico che si distingue per il colore arancione. Il primo paio fu prodotto nel 1967 ed il prototipo aveva i manici neri, rossi, verdi e arancioni. Dopo una votazione all'interno della Fiskars, fu scelto il colore arancione. Quello stesso colore arancione, il Fiskars Orange, fu ufficialmente registrato come un marchio commerciale in Finlandia nel 2003 e in America nel 2007. Nel 1977, la Fiskars fondò una fabbrica di forbici negli Stati Uniti col fine di fornire una base per il commercio internazionale e per un'ulteriore espansione.
Nel 2007, la Fiskars ottenne sia la società Iittala che Leborgne le quali rafforzarono la posizione della compagnia nelle principali categorie degli utensili da cucina e tavoli così come nel commercio di attrezzi da giardino. L'acquisizione della Royal Copenhagen nel 2013 completò gli articoli per la tavola della Fiskars offrendo porcellana dipinta a mano e rafforzò inoltre l'azienda nei paesi del Nord e in Asia. Nel 2015, la Fiskars acquisì la compagnia Waterford Wedgwood con il suo portafoglio di marchi alla moda e case di lusso.

## Oggi

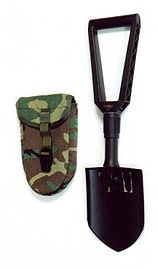
Strumento militare per trincerarsi prodotto dalla Fiskars per il Corpo dei Marines.

La Fiskars Corporation è composta da due unità strategiche di business: la SBU Living e la SBU Functional. I tre segmenti prodotto-mercato di base della Fiskars sono Living, Functional e Other. Il segmento Other contiene gli investimenti di portafoglio della compagnia, la reale unità immobiliare, le sedi centrali e i servizi condivisi. In più, la Fiskars riporta le vendite nette a livello di gruppo per tre segmenti prodotto-mercato secondari: Americans, Europe e Asia-Pacific.
La SBU Functional produce attrezzi per uso interno ed esterno alla casa con marchi come Fiskars e Gerber. La SBU Living invece offre una vasta gamma di prodotti per il piano del tavolo, articoli da regalo e arredamento degli interni con marchi come Iittala, Wedgwood, Waterford, Royal Copenhagen, Arabia, Rörstrand e Royal Doulton.
I prodotti della Fiskars sono disponibili in più di 100 paesi e dopo l'acquisto della WWRD (compagnia Waterford Wedgwood). l'azienda assume circa 8,600 persone in più di 30 nazioni. Le sedi centrali della Fiskars si trovano al Fiskars Campus nel quartiere Arabianranta di Helsinki.

## Economia
Nel 2015, la Fiskars ha registrato un fatturato netto di 1,105 milioni di euro e un utile operativo adattato di 65.1 milioni di euro. Il flusso di cassa proveniente dalle attività operative fu in quell'anno di 47.6 milioni di euro.
Nel 2016, la Fiskars ha registrato un fatturato netto di 1,204.6 milioni di euro e un utile operativo adattato di 93.8 milioni di euro. Il flusso di cassa proveniente dalle attività operative fu in quell'anno di 83.8 milioni di euro.